# Аэроватт
Аэроватт — единица измерения мощности, используемая в различных вакуумных системах очистки и в частности в пылесосах. Происходит из английской системы мер.
ASTM определяет аэроватт как 0,117354 × F × S, где F — расход воздушного потока в кубических футах в минуту, S — разрежение в дюймах водяного столба, что делает аэроватт приблизительно равным 0,9983 Вт.